# Jacobus Jans
Jacobus Rudolf Lambertus Jans (Soerabaja, 30 november 1874 – Venlo, 7 december 1963) was een Nederlandse verzetsstrijder tijdens de Tweede Wereldoorlog.
Jans was Reserve-generaal-majoor van het Wapen der Infanterie en de commandant van de Ordedienst in Limburg. Hij volgde een opleiding aan de Koninklijke Militaire Academie en behaalde in 1895 de rang van tweede luitenant. Na een voorspoedige militaire loopbaan, die hem onder meer naar Nederlands-Indië voerde, werd hij in 1930 benoemd tot commandant van de 5e Infanterie Brigade en twee jaar later ook nog eens tot bevelhebber van het Landstormkorps Limburgse Jagers.
In 1938 stapte hij als generaal-majoor uit actieve dienst. In de Tweede Wereldoorlog werd hij echter weer actief. De in Venlo woonachtige generaal sloot zich aan bij de Ordedienst, een geheime organisatie van oud-militairen die verzet pleegde tegen de Duitsers, en zorgde voor de oprichting van een Limburgse Ordedienst. Van die regionale organisatie was hij de commandant. In maart 1942 moest hij onderduiken omdat de Duitse Sicherheitsdienst naar hem op zoek was. Zijn zoon Leo nam vervolgens het commandantschap waar en leidde de organisatie in constant overleg tot januari 1945. Op 19 januari 1945 staken vader en zoon Jans met enkele medestanders de Maas over. De generaal kon zich echter niet aansluiten bij de oprukkende bevrijders en deelnemen aan de strijd.

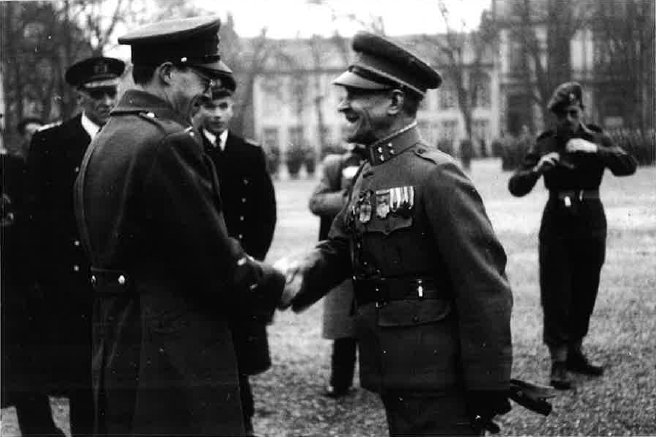
Generaal-majoor b.d. Jacobus Jans ontvangt uit handen van prins Bernhard het Bronzen Kruis, op het Vrijthof te Maastricht, 1947.

Nadat hij in 1951 al bij Koninklijk Besluit de Bronzen Leeuw (een Nederlandse onderscheiding voor moedig gedrag) had gekregen, ontving hij in 1954 voor zijn verdiensten in de oorlog de Medal of Freedom, een hoge Amerikaanse onderscheiding.

## Onderscheidingen
- Officier in de Orde van Oranje-Nassau[3]
- Bronzen Leeuw op 3 maart 1952[4][1]
- Bronzen Kruis (vervangen door Bronzen Leeuw)[1]
- Ereteken voor Belangrijke Krijgsbedrijven met gesp "Atjeh 1901-1905"[1][3]
- Mobilisatie-Oorlogskruis[1]
- Mobilisatiekruis 1914-1918[1]
- Onderscheidingsteken voor Langdurige Dienst als officier[1]
- Medal of Freedom met zilveren Palm[1]